# كازونتشيلي
كَزُنجِلّي (Casoncelli)، أو كازونشي casonsèi في اللهجة المحلية، هي نوع المعكرونة المحشوة، وهي طبق تقليدي من مطبخ لومبارديا، التي تقع في الجزء الشمالي من إيطاليا.

يتكون الغلاف عادة يتكون من شريحتين من المعكرونة، بطول حوالي 4 سم، وتكون مضغطوطة معاً عند الأطراف، مثل الرافيولي. أو بدلاً من ذلك، تكون كالقرص ويطوى من المنتصف ليصبح كالغلاف. أسلوب الكَزِنجِلّي المسمى «آلّا بيرغماسكا» (alla bergamasca) يكون عادة محشو بخليط من البقسماط والبيض والجبن ولحم مفروم وسلامي أو  نقانق. تختلف الحشوات فقد تكون السبانخ أو الزبيب أو بسكويت الأمريتو (amaretto biscuits)  أو الكمثرى أو الثوم; أما أسلوب الطهي الآخر المسمى «آلا بريشانا» (alla bresciana) فيكون محشو بخليط من البقسماط وجبن البارميجانو والثوم والبقدونس وجوزة الطيب والمرق. وعادة ما تقدم مع الزبدة السائلة المطعمة بأوراق المريمرية.